# Terratrèmol de Salta de 1692
El terratrèmol de Salta de 1692 fou un moviment sísmic que va tenir lloc a la província de Salta, Argentina, el 13 de setembre de 1692, a les 11.00 (UTC-3). Va enregistrar una magnitud de 7,00 a l'escala de Richter.
El seu epicentre va estar a 25° 24′ S, 64° 48′ O / 25.40°S,64.80°O, a una profunditat de 30 km.
Aquest terratrèmol es va percebre en grau IX en l'escala de Mercalli. Va destruir la petita població de Talavera del Esteco, a la província de Salta, i va ocasionar 13 morts i ferits. Va produir danys considerables a la ciutat de Salta.